# لا كاسا
لا كاسا هي كومونا تقع في العاصمة تورينو في منطقة بيدمونت الإيطالية، وتقع على بعد حوالي 20 كيلومترا (12 ميل) شمال غرب تورينو. تحد لا كاسا البلديات التالية: فيانو، فاريسيلا، درونتو، جيفوليتو وسان جيليو.

## روابط خارجية
- الموقع الرسمي